# Alan Watts
Alan Watts   (Kent, 6 de gener de 1915 - Mount Tamalpais, 16 de novembre de 1973) va ser un filòsof, editor, sacerdot anglicà, locutor, degà, escriptor, conferenciant i estudiós de les religions. És conegut per la seva tasca com a intèrpret i divulgador de les filosofies orientals entre el públic occidental.
Va escriure més de vint llibres i nombrosos articles sobre temes com la identitat personal, la veritable naturalesa de la realitat, l'elevació de la consciència i la recerca de la felicitat, relacionant la seva experiència amb el coneixement científic i amb l'ensenyament de les religions i filosofies orientals i occidentals (budisme zen, taoisme, cristianisme, hinduisme, etc.).
Alan Watts va ser un conegut autodidacta. Becat per la Universitat Harvard i la Bollingen Foundation, va obtenir un màster en Teologia pel Seminari teològic Sudbury-Western i un doctorat honoris causa per la Universitat de Vermont, en reconeixement de la seva contribució en el camp de les religions comparades.

## Biografia

### Infantesa

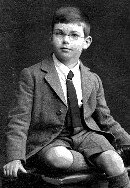
Alan Watts a l'edat de 7 anys

Watts va néixer en una família de classe mitjana al poble de Chislehurst, actualment al districte londinenc de Bromley. El seu pare, Laurence Wilson Watts, era representant de l'oficina londinenca de la companyia de pneumàtics Michelin, i la seva mare, Emily Mary Buchan, era una mestressa de casa el pare de la qual havia estat missioner. Amb escassos mitjans familiars, van decidir viure en la bucòlica perifèria, i Alan, fill únic, es va criar aprenent els noms de les flors silvestres i les papallones, jugant entre rierols i celebrant cerimònies funeràries per als ocells morts.
Probablement per la influència de la família de la seva mare, molt religiosa, va créixer en ell un interès per «la naturalesa última de les coses»', que es va combinar amb la passió pels llibres de rondalles i contes romàntics de l'aleshores misteriós Extrem Orient. Watts va escriure més tard sobre una espècie de visió mística que va experimentar quan, de nen, estava malalt amb febre. Durant aquesta època va ser influït per les pintures de paisatges de l'Orient Llunyà i pels brodats que la seva mare havia rebut de missioners tornats de la Xina. Pel que fa a les pintures xineses que havia vist a Anglaterra, Watts va escriure: «Jo estava estèticament fascinat per una certa claredat, transparència i espaiositat de l'art xinès i japonès. Semblava que surés...». Aquestes obres d'art emfatitzaven la relació participativa de l'home amb la natura, un tema que seria important per a ell al llarg de la seva vida.

### Budisme

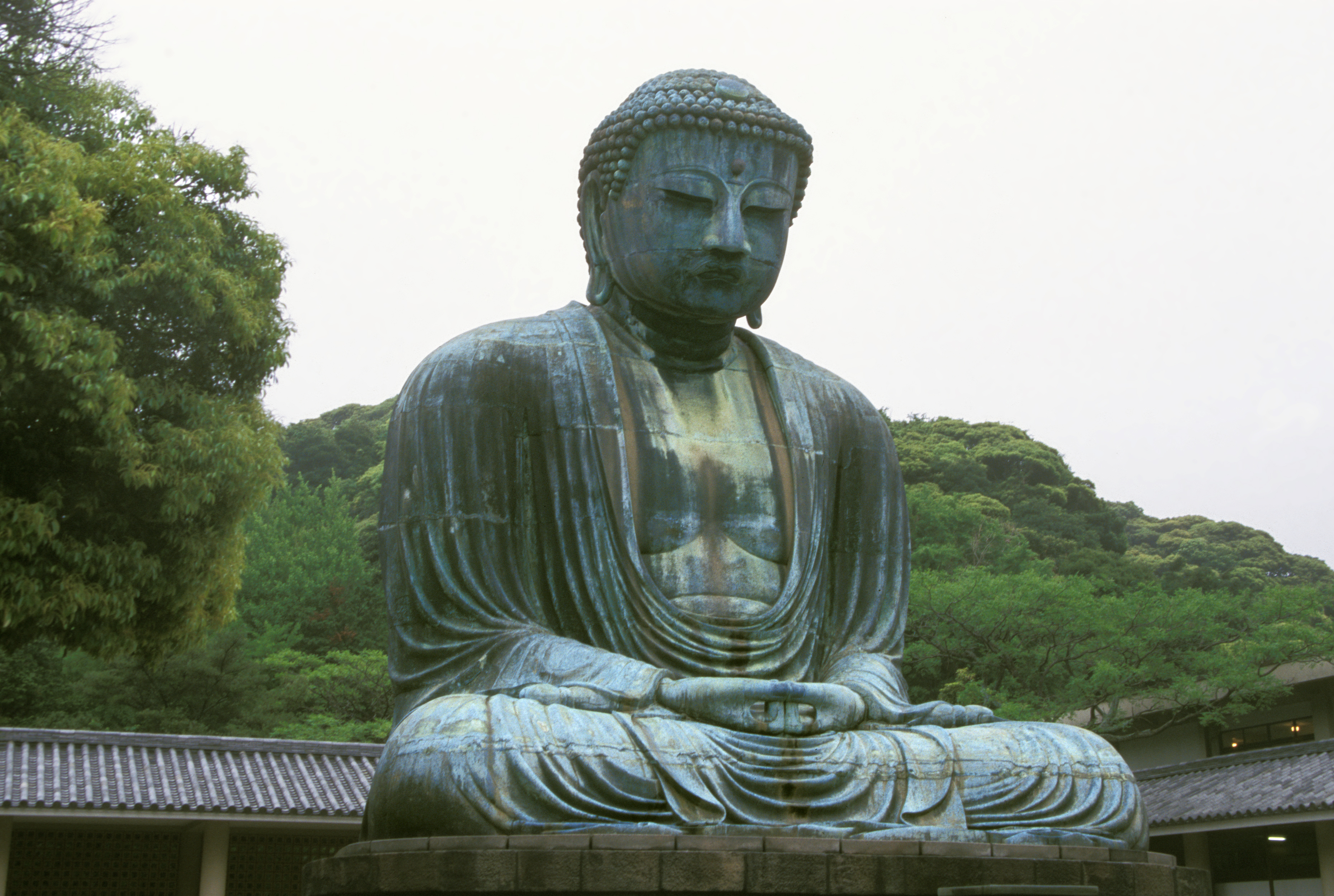
Kōtoku-in

Segons explica ell mateix, Watts era «imaginatiu, tossut, i xerraire». Va ser enviat a un internat (que incloïa instrucció acadèmica i religiosa) des de jove. Durant unes vacances de la seva adolescència, Francis Croshaw, un ric epicuri amb gran interès pel budisme i per aspectes poc coneguts de la cultura europea, va endur-se Watts de viatge per França. Poc després, Watts es va sentir obligat a decidir entre el cristianisme anglicà del seu entorn o el budisme, sobre el que havia llegit en diverses biblioteques, inclosa la de Croshaw. Va escollir el budisme, i es va fer membre de la London Buddhist Lodge, fundada per teòsofs, estant dirigida llavors per l'advocat Christmas Humphreys. Watts es va convertir en secretari de l'organització als 16 anys (1931) i va experimentar amb diversos tipus de meditació durant aquells anys.

### Educació
Watts va assistir a The King's School, al costat de la catedral de Canterbury. Encara que era en general un alumne avantatjat, i li van ser encomanades responsabilitats a l'escola, va desaprofitar l'oportunitat d'obtenir una beca per a la Universitat d'Oxford per escriure un dels exàmens definitius en un estil que va ser considerat presumptuós i capritxós.
Per tant, quan es va graduar a l'escola secundària, Watts es va veure obligat a buscar feina, treballant en una impremta i més tard en un banc. Va dedicar el seu temps lliure a la London Buddhist Lodge i també va estar sota la tutela d'un guru anomenat Dimitrije Mitrinović (el qual havia rebut influències de Pyotr Ouspenski, Georges Gurdjieff i de les escoles psicoanalítiques de Carl Gustav Jung i Alfred Adler). Durant aquest període, Watts també va llegir extensament obres de filosofia, història, psicologia, psiquiatria i saviesa oriental.
Durant el període de la Segona Guerra Mundial es va convertir en el capellà episcopalià de la Universitat Northwestern. Més tard va ser catedràtic i degà de l'Acadèmia Americana d'Estudis Asiàtics a San Francisco. A mitjans dels 1960, va viatjar amb els seus estudiants de l'Acadèmia Americana al Japó, visitant també Birmània, Ceilan i l'Índia, i va poder tenir contacte amb el filòsof budista zen Daisetsu Teitaro Suzuki. També va fer televisió: el seu programa, emès a la National Educational Television', es titulava Eastern wisdom and modern life («La saviesa oriental i la vida moderna»).
Després de la seva mort, el seu fill, Mark Watts, va fundar l'Electronic University per a continuar l'obra del seu pare i fer realitat la seva visió de l'educació a través dels mitjans electrònics.

## Obra publicada
- 1932 An Outline of Zen Buddhism, The Golden Vista Press
- 1936 The Spirit of Zen: A Way of Life, Work and Art in the Far East, E.P. Dutton ISBN 0-8021-3056-9
- 1937 The Legacy of Asia and Western Man, University of Chicago Press
- 1940 The Meaning of Happiness. (reprinted, Harper & Row, 1979, ISBN 0-06-080178-6)
- 1944 Theologia Mystica: Being the Treatise of Saint Dionysius, Pseudo-Areopagite, on Mystical Theology, Together with the First and Fifth Epistles, West Park, Nova York: Holy Cross Press OCLC 2353671
- 1947 Behold the Spirit: A Study in the Necessity of Mystical Religion, Pantheon Books, ISBN 0-394-71761-9
- 1948 Zen, James Ladd Delkin, Stanford, California
- 1950 Easter: Its Story and Meaning Nova York: Schuman
- 1950 The Supreme Identity: An Essay on Oriental Metaphysic and the Christian Religion, Noonday Press/Farrar, Straus & Giroux, OCLC 3429188 ISBN 0-394-71835-6
- 1953 Myth and Ritual in Christianity, Thames and Hudson, ISBN 0-8070-1375-7
- 1957 The Way of Zen, Pantheon Books ISBN 0-375-70510-4
- 1958 Nature, Man and Woman, Pantheon Books, ISBN 0-679-73233-0
- 1959 Beat Zen Square Zen and Zen, San Francisco: City Lights Books, ASIN B000F2RQL4
- 1960 This Is It and Other Essays on Zen and Spiritual Experience, Pantheon Books, ISBN 0-394-71904-2
- 1961 Psychotherapy East and West, Pantheon Books, ISBN 0-394-71609-4
- 1962 The Joyous Cosmology: Adventures in the Chemistry of Consciousness, Pantheon Books
- 1963 The Two Hands of God: The Myths of Polarity, George Braziller
- 1964 Beyond Theology: The Art of Godmanship, Pantheon Books, ISBN 0-394-71923-9
- 1967 Nonsense, illustrations by Greg Irons (a collection of literary nonsense), San Francisco: Stolen Paper Editions OCLC 3992418
- 1968 Cloud-hidden, Whereabouts Unknown: A Mountain Journal, Pantheon Books. Also published in Canada in 1974 by Jonathan Cape, ISBN 0224009729, 0-394-71999-9
- 1970 Does It Matter?: Essays on Man's Relation to Materiality, Pantheon Books, ISBN 0-394-71665-5
- 1971 The Temple of Konarak: Erotic Spirituality, with photographs by Eliot Elisofon, London: Thames and Hudson. Also published as Erotic Spirituality: The Vision of Konarak, Nova York: Macmillan
- 1972 The Art of Contemplation: A Facsimile Manuscript with Doodles, Pantheon Books

### Obra pòstuma
- 1974 The Essence of Alan Watts, ed. Mary Jane Watts, Celestial Arts
- 1975 Tao: The Watercourse Way, with Chungliang Al Huang, Pantheon
- 1976 Essential Alan Watts, ed. Mark Watts,
- 1978 Uncarved Block, Unbleached Silk: The Mystery of Life
- 1979 Om: Creative Meditations, ed. Mark Watts
- 1982 Play to Live, ed. Mark Watts
- 1983 Way of Liberation: Essays and Lectures on the Transformation of the Self, ed. Mark Watts
- 1985 Out of the Trap, ed. Mark Watts
- 1986 Diamond Web, ed. Mark Watts
- 1987 The Early Writings of Alan Watts, ed. John Snelling, Dennis T. Sibley, and Mark Watts
- 1990 The Modern Mystic: A New Collection of the Early Writings of Alan Watts, ed. John Snelling and Mark Watts
- 1994 Talking Zen, ed. Mark Watts
- 1995 Become What You Are, Shambhala, expanded ed. 2003. ISBN 1-57062-940-4
- 1995 Buddhism: The Religion of No-Religion, ed. Mark Watts A preview from Google Books
- 1995 The Philosophies of Asia, ed. Mark Watts
- 1995 The Tao of Philosophy, ed. Mark Watts, edited transcripts, Tuttle Publishing, 1999. ISBN 0-8048-3204-8
- 1996 Myth and Religion, ed. Mark Watts
- 1997 Taoism: Way Beyond Seeking, ed. Mark Watts
- 1997 Zen and the Beat Way, ed. Mark Watts
- 1998 Culture of Counterculture, ed. Mark Watts
- 1999 Buddhism: The Religion of No-Religion, ed. Mark Watts, edited transcripts, Tuttle Publishing. ISBN 0-8048-3203-X
- 2000 What Is Zen?, ed. Mark Watts, New World Library. ISBN 0-394-71951-4 A preview from Google Books
- 2000 What Is Tao?, ed. Mark Watts, New World Library. ISBN 1-57731-168-X
- 2000 Still the Mind: An Introduction to Meditation, ed. Mark Watts, New World Library. ISBN 1-57731-214-7
- 2000 Eastern Wisdom, ed. Mark Watts, MJF Books. ISBN 1-56731-491-0, three books in one volume: What is Zen?, What is Tao?, and An Introduction to Meditation (Still the Mind). Assembled from transcriptions of audio tape recordings made by his son Mark, of lectures and seminars given by Alan Watts during the last decade of his life.
- 2002 Zen, the Supreme Experience: The Newly Discovered Scripts, ed. Mark Watts, Vega
- 2006 Eastern Wisdom, Modern Life: Collected Talks, 1960–1969, New World Library
- 2017 Collected Letters of Alan Watts, Ed. Joan Watts & Anne Watts, New World Library. ISBN 978-1608684151